# Свети Архангел Михаил (Дългач)
Вижте пояснителната страница за други значения на Свети Архангел Михаил.
„Свети Архангел Михаил“ е православна църква в село Дългач. Тя е на територията на Търговищка духовна околия, Варненска и Великопреславска епархия на Българската православна църква. Храмът действа само на големи религиозни празници.

## История
Църквата е построена през 1891 година. През март 2004 година от църквата са откраднати 2 старинни икони, комплект сребърни прибори – потир и лъжичка за причастие и сумата от 30 лв. от дарителската каса на храма.